# Hemibelideus lemuroides
El falangero lemuroide (Hemibelideus lemuroides) es uno de los más singulares miembros del grupo de los falangeros. De hecho, es más cercano al petauro gigante (Petauroides volans) que al resto de los falangeros.

## Distribución
Este pósum vive en una pequeña área entre Ingham y Cairns, en Queensland (Australia). También existe una población aislada en Carbine Tableland.
Se le considera amenazado pues es muy sensible a la pérdida de hábitat, siendo candidato a la extinción como consecuencia del calentamiento global del planeta. En 2009, se observaron tres ejemplares en el parque nacional Daintree, en la península del Cabo York.